# Astrocaryum paramaca
Espèce

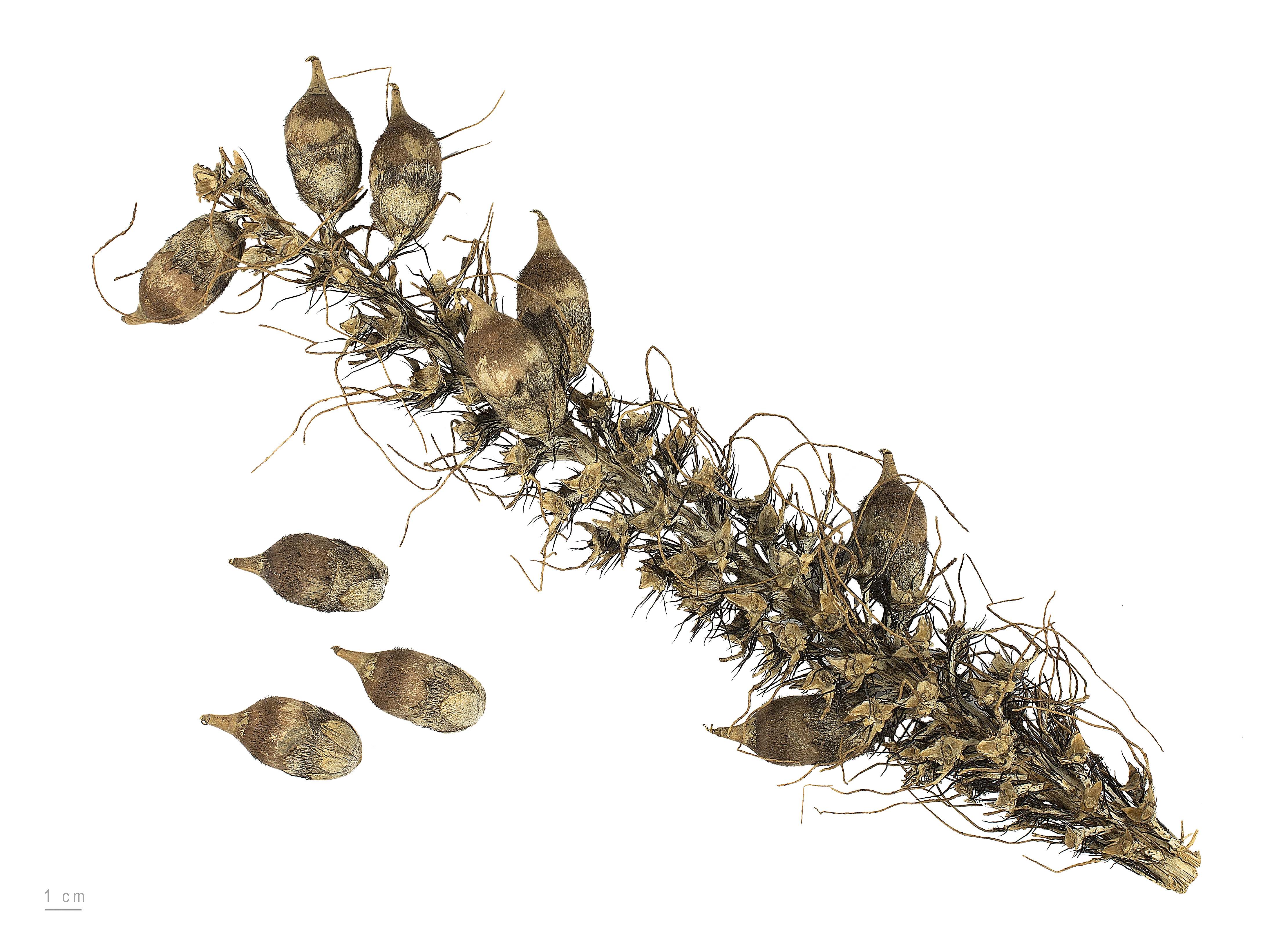
Astrocaryum paramaca - Muséum de Toulouse.

Astrocaryum paramaca est une espèce de palmiers à feuilles pennées.

## Répartition et habitat
Notamment en Guyane.

## Liste des variétés
Selon World Checklist of Selected Plant Families (WCSP) (29 décembre 2013) :
- Astrocaryum paramaca Mart. (1844)

Selon Tropicos (29 décembre 2013) (Attention liste brute contenant possiblement des synonymes) :
- variété Astrocaryum paramaca var. javarense Trail
- variété Astrocaryum paramaca var. platyacantha Drude